# Marie de Blois (1345-1404)
Pour les articles homonymes, voir Marie de Blois et Marie d'Anjou (homonymie).
 (juin 2016).
Marie de Blois, née en 1345 et morte le 12 novembre 1404, dite aussi Marie de Blois-Châtillon, est dame de Guise et, par son mariage avec Louis Ier d'Anjou, duchesse d'Anjou et de Touraine, comtesse du Maine. À partir de 1383, elle est également reine titulaire de Jérusalem, reine de Sicile, comtesse de Provence et de Forcalquier.
Elle est la fille de Charles de Blois, prétendant au duché de Bretagne et de Jeanne de Penthièvre.

## Biographie

### Le mariage de Marguerite de Blois
Charles de Blois est très désireux de rapprocher par des liens de sang sa famille de la Cour de France. Il a négocié précédemment le mariage célébré en mars 1352 de sa fille Marguerite de Blois avec Charles de la Cerda, connétable de France et ami fidèle de Jean le Bon, mais l'assassinat de Charles de la Cerda le 8 janvier 1354, a affaibli son parti. Ce dernier en effet le soutenait, ainsi que le roi de France, dans sa candidature pour devenir duc de Bretagne, lors de la guerre de succession de Bretagne contre le parti de Jean de Montfort et contre les Anglais. Le 31 janvier 1354, Charles de Blois, prisonnier en Angleterre à la suite d'une embuscade malheureuse, obtient un sauf-conduit qui lui permet de venir en France. Charles d'Espagne était son gendre, ayant épousé sa fille Marguerite, et les conséquences de l'assassinat le touchaient de près. Il trouve, en négociant le mariage de sa fille Marie avec le fils du roi, un nouveau moyen de rapprocher sa famille de la Cour de France.

### Son mariage
Le 9 juillet 1360 a lieu le mariage de Marie. Elle épouse Louis d'Anjou, fils du roi Jean II et de Bonne de Luxembourg et lui apporte Guise en dot.

### Parjure par amour de sa femme
Après la défaite de Poitiers, le roi de France est libéré contre une énorme rançon et la cession du duché d'Aquitaine. Pour garantir l'exécution du traité de Brétigny, en 1361, Louis est envoyé comme otage à Londres avec son oncle et jeune frère Jean.
Pour les trois princes, convenablement traités, tout se serait parfaitement passé si Louis d'Anjou n'avait été pris d'impatience, son cousin le roi Édouard III lui refusant la venue de son épouse. Louis prétexte un pèlerinage à Notre-Dame de Boulogne, et s'enfuit pour retrouver Marie, rompant le serment qu'il a fait lors de sa venue en Angleterre. Son père, tenu par son engagement de chevalier et aussi pour de multiples autres raisons, vint le remplacer et mourut à Londres en 1364.

### La régente du comté de Provence en butte à l'Union d'Aix
Clément VII, en mai 1382, investit Louis d'Anjou du royaume de Naples. Après en avoir rendu hommage au pape, le duc donna ordre à son armée de s'ébranler pour aller secourir la reine Jeanne en butte à son neveu Charles de Duras. Il partait accompagné des comtes Pierre de Genève, frère du pape, et d'Amédée VI de Savoie.

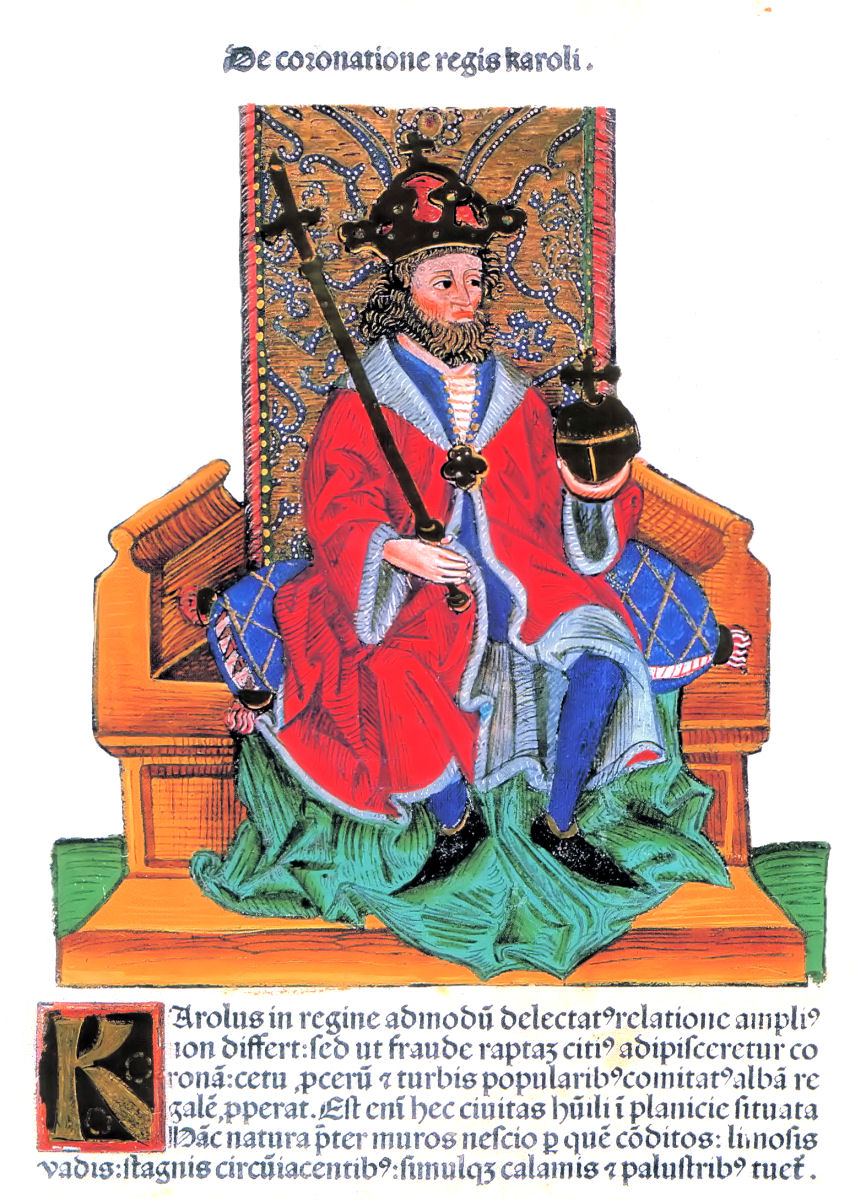
Charles de Duras soutenu par les Ligueurs de l'Union d'Aix

Le 31 mai, Louis Ier d'Anjou et Marie de Blois se retrouvèrent à Pont-de-Sorgues. Le nouveau comte de Provence signa dans le château pontifical le texte de la régence et les pièces de l'alter ego. Son épouse ne resta pourtant pas sur place et se dirigea vers Orange en laissant le gouvernement de la Provence au sénéchal Foulques d'Agoult, vicomte de Reillane.
C'était surtout laisser le champ libre aux opposants à la seconde maison d'Anjou qui ne pouvait affectivement compter que sur le soutien des villes d'Apt, d'Arles, de Marseille, de Manosque, de Pertuis et de Saint-Rémy, ces deux dernières étant les fiefs des Roger de Beaufort.
La cité d'Aix-en-Provence avait pris la tête des mécontents. Le premier syndic Bertrand de Jouques avait pris l'initiative d'une confédération connue sous le nom d’Union d'Aix qui se déclara en faveur du rival de Louis, Charles de Duras. Barral de Pontevès, devient Gouverneur et Capitaine Général des comtés de Provence et de Forcalquier pour les Ligueurs de l'Union.
Ayant passé les Alpes, le 8 mars 1383, Louis d'Anjou lança un appel à tous les peuples des pays où régnait la reine Jeanne pour « prendre les armes et à courir sus à cette cité rebelle et très inique Aix-en-Provence ainsi que celles qui font partie de l'Union ».
Pensant mieux asseoir son autorité sur l'ensemble de la noblesse et des cités provençales, il décida aussi d'annuler toutes les donations faites par la première maison d'Anjou obligeant tous ses vassaux à lui rendre l'hommage lige. C'était pire qu'une faute politique. Le duc, dont ils avaient été parmi les plus fermes soutiens, venait de se mettre à dos les Roger de Beaufort qui dénoncèrent cette félonie.
Mais Guillaume III Roger de Beaufort face à la spoliation de ses fiefs provençaux par le nouveau comte resta inactif. Ce laxisme fut un véritable camouflet pour son fils Raymond de Turenne.

#### Marseille et la France entrent en guerre contre l'Union d'Aix
Son appel fut toutefois entendu en Provence. Tout au long des mois de mars et d'avril Marseille, la cité fidèle, attaqua d'abord les galères de l’Union d'Aix, puis mit le siège devant Châteauneuf-les-Martigues, s'empara d'Auriol puis raya le Sarret de la carte.
Foulques d'Agoult, ne jugea pas utile d'intervenir personnellement mais, le 25 mars, il donna ordre à son vice-sénéchal Louis de Trian, vicomte de Tallard d'attaquer son « adversaire qui tient le parti d'Aix ».
Tout prit une autre tournure quand, le 18 mai 1383, la France intervint. Aimery de Maignac, évêque de Paris et émissaire de Charles VI, annonça devant le Conseil de Ville de Marseille que pour faire face à la présence des troupes de Balthazar Spinola, le sénéchal carliste qui venait de débarquer en Provence, le roi soucieux de défendre « les intérêts de sa parente la Reine Jeanne » avait ordonné à Enguerrand d'Eudin, son sénéchal de Beaucaire, d'entrer dans le comté. Il demanda aux Marseillais de l'aider à bouter cette armée carliste hors de Provence.
Le 24 juin, Marseille envoya 200 arbalestiers à Enguerrand d'Eudin qui assiégeait Saint-Cannat. Ils l'accompagnèrent quelques jours plus tard quand il mit le siège devant Aix. Le sénéchal de Provence décida alors qu'il était temps d'agir et fit appel à la cavalcade.
Mais dès les premières chaleurs de l’été 1383 une nouvelle épidémie de peste se déclencha en Provence et en Italie. Le siège d'Aix dut être levé en septembre 1383 ce qui permit à Marseille d'organiser le blocus du port de Bouc, son rival.
Ce ne fut que le 8 mars 1384 que Louis d'Anjou, qui se trouvait alors à Tarente, jugea utile de statuer. Par lettres patentes, il fit transférer à Marseille le siège de la Cour royale à cause de l'infidélité d'Aix.

### Décès de Louis d'Anjou, veuvage et fin de vie

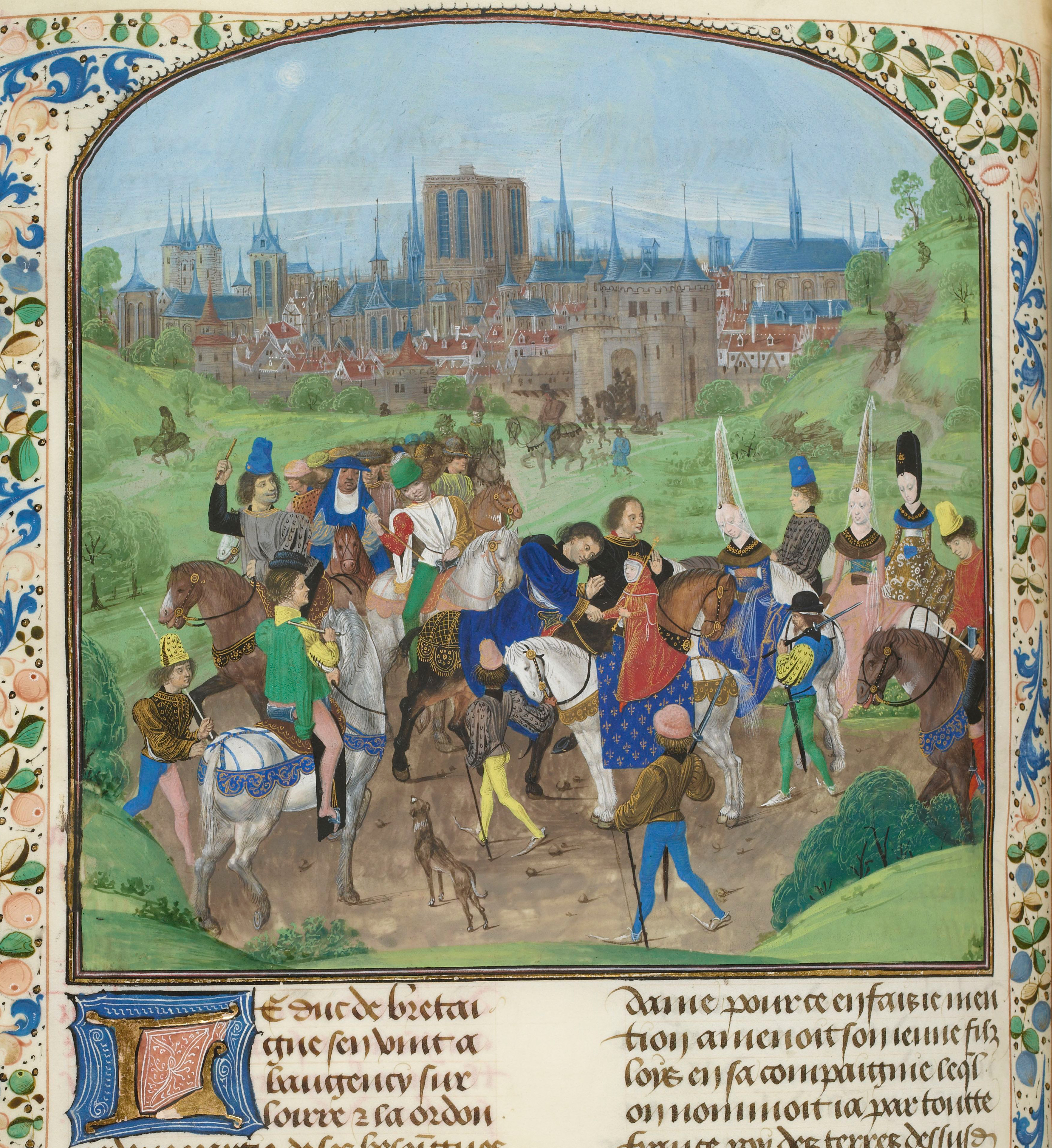
Arrivée à Paris du jeune duc et de sa mère Marie de Blois.
Miniature illustrant les Chroniques de Jean Froissart, Bruges, vers 1475, Paris, BnF, ms. français 2645,.

En septembre 1382 Louis d'Anjou débarque à L'Aquila. Il est couronné roi de Naples par Clément VII, sans pouvoir chasser Charles de Duras, notamment à cause du détournement des fonds envoyés par son épouse et soustraits par Pierre de Craon le Grand, un de ses fidèles qui les dépense à Venise. Louis meurt à Bisceglie dans les Pouilles en 1384 laissant son héritage à son fils Louis II d'Anjou, âgé de 7 ans. La régence est assurée par sa veuve, Marie de Blois.

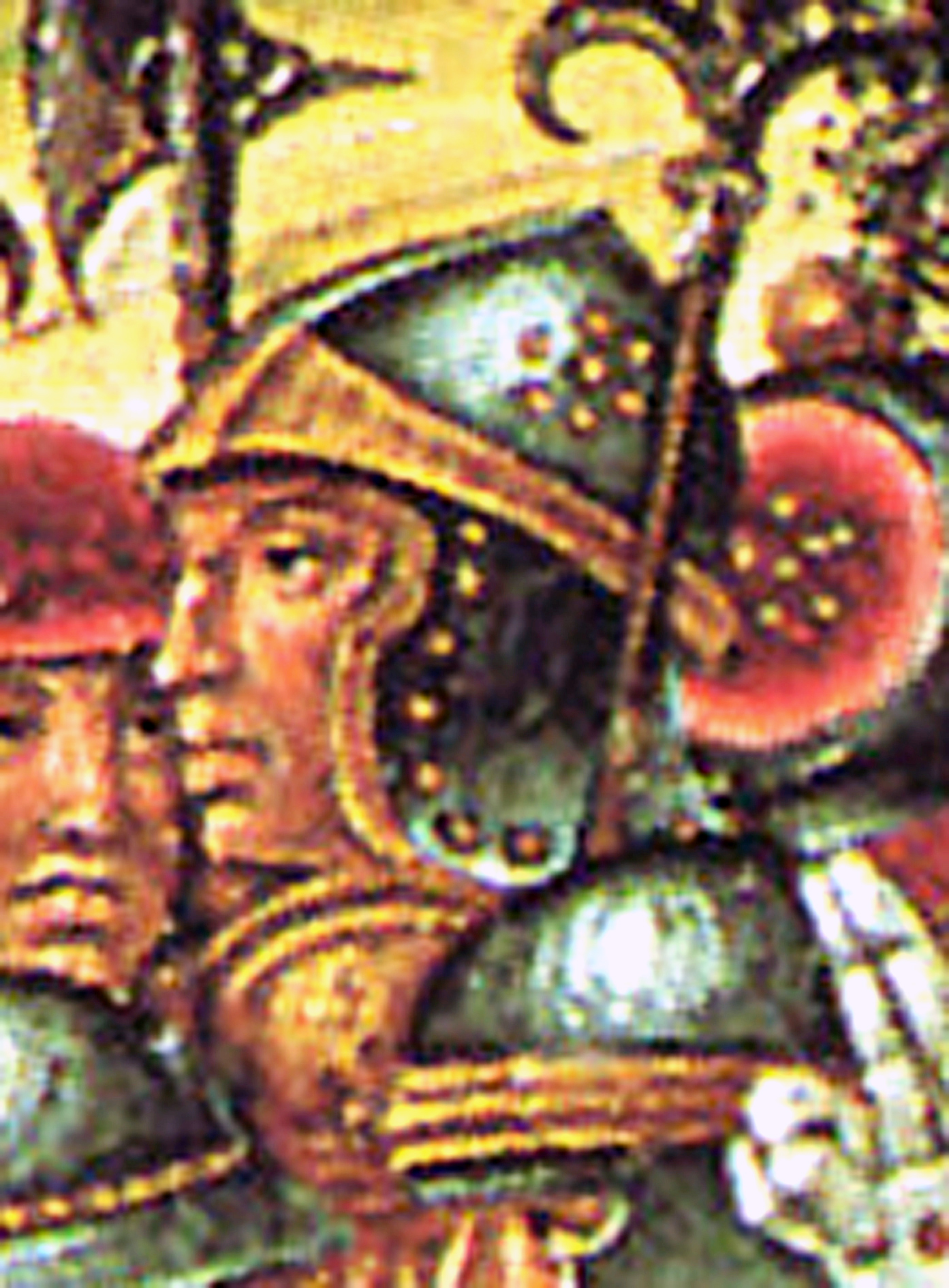
Raymond de Turenne
par Girolamo di Benvenuto,
fresque de l'Hôpital Santa Maria della Scala à Sienne.

En cette année 1384, Raymond de Turenne, revenu de la guerre de Flandre et de la chevauchée de Bourbourg demande à la reine Marie la restitution des biens de sa famille, les Roger de Beaufort, dont il est héritier, et qui étaient saisis. Il le fit par l'intermédiaire de deux gentilshommes qu'il avait chargé de lui remettre des lettres. Marie de Blois répond favorablement à la requête.

## Descendance
Elle eut 3 enfants de son mariage avec Louis Ier d'Anjou :
- Marie (1370-v. 1383) ;
- Louis II (1377-1417), duc d'Anjou, comte de Provence et roi de Naples ;
- Charles d'Anjou (1380-1404), prince de Tarente.